# Марія Тереза Тосканська
Марія Тереза Тосканська (італ. Maria Teresa di Toscana; 21 березня 1801 — 12 січня 1855) — королева Сардинського королівства у 1831—1849 роках. Мати першого короля Італії.

## Біографія
Дочка великого герцога Тосканського Фердинанда III і Луїзи Бурбон-Сицилійської. Марія Тереза народилася у Відні під час вигнання її батьків після вторгнення військ Наполеона I. Через рік після народження померла її мати.
Після реставрації 1814 року Марія Тереза переїхала з родиною до Вюрцбургу.
30 вересня 1817 року у Флоренції вийшла заміж за принца Карла Альберта, майбутнього короля Сардинії Карла Альберта. У шлюбі народилося троє дітей:
- Віктор Емануїл II (1820—1878), перший король обєднаної Італії
- Фердинанд (1822—1855)
- Марія Христина (1826—1827)

Марія Тереза присвятила багато часу освіті та вихованню своїх дітей.
27 квітня 1831 помер король Карл Фелікс. Марія Тереза з чоловіком були оголошені новим королем і королевою Сардинського королівства.